# Сидади-ди-Коимбра
«Сида́ди ди Кои́мбра» (порт. Estádio Cidade de Coimbra) — мультиспортивный стадион в городе Коимбра, Португалия. Стадион принадлежит муниципалитету города Коимбра и используется футбольным клубом «Академика» для проведения домашних матчей. «Сидаде ди Коимбра» расположен в 10 километрах к юго-востоку от центра города.
До 2003 года стадион назывался «Эшта́диу Мунисипа́л де Кои́мбра» (порт. Estádio Municipal de Coimbra) и вмещал 15 000 зрителей. Но в 2003 году стадион был перестроен и расширен специально для проведения матчей чемпионата Европы.
Датой открытия стадиона считается 27 сентября 2003 года, когда на нём прошёл концерт британской рок-группы The Rolling Stones, на котором присутствовало более 50 тысяч человек. Первый футбольный матч на стадионе был проведён 29 октября 2003 года между командами «Академика» и «Бенфика» и завершился победой «Бенфики» — 3:1.

## Особенности
«Сидади ди Коимбра» представляет собой лёгкую конструкцию в современном сочетании форм и линий металлических колонн и стеклянного фасада. Существующие легкоатлетические дорожки были сохранены для использования в качестве многоцелевого объекта в будущем. Стадион был спроектирован архитектурным бюро под руководством архитектора Антониу Монтейру.
Вместимость — 30 210 зрителей, включая 210 VIP-мест. 2/3 трибун имеют крышу. Стадион имеет большой пресс-центр, бар, кухню и ресторан с панорамным видом на поле.
В окрестностях стадиона находятся многоцелевой павильон, олимпийский бассейн, тренажерный зал, офисы и жилые квартиры-студии. Торгово-развлекательный центр Dolce Vita построен недалеко от стадиона и включает в себя кинотеатры, подземную автостоянку, рестораны, несколько торговых точек и магазинов.

## Чемпионат Европы 2004
В 2004 году на стадионе прошли два матча группы «B» чемпионата Европы по футболу. Любопытно, что в обоих матчах были голы, забитые самыми молодыми бомбардирами в истории чемпионатов Европы. 17 июня отличился Уэйн Руни, которому на тот момент было 18 лет и 240 дней. Однако, через 4 дня рекорд был побит Йоханом Фонлантеном, который отличился в возрасте 18 лет и 140 дней.
| Дата    | Матч                | Счёт | Голы                                     |
| ------- | ------------------- | ---- | ---------------------------------------- |
| 17 июня | Англия — Швейцария  | 3:0  | Руни 23', 75', Джеррард 82'              |
| 21 июня | Швейцария — Франция | 1:3  | Фонлантен 26' — Зидан 20', Анри 76', 84' |

## Галерея

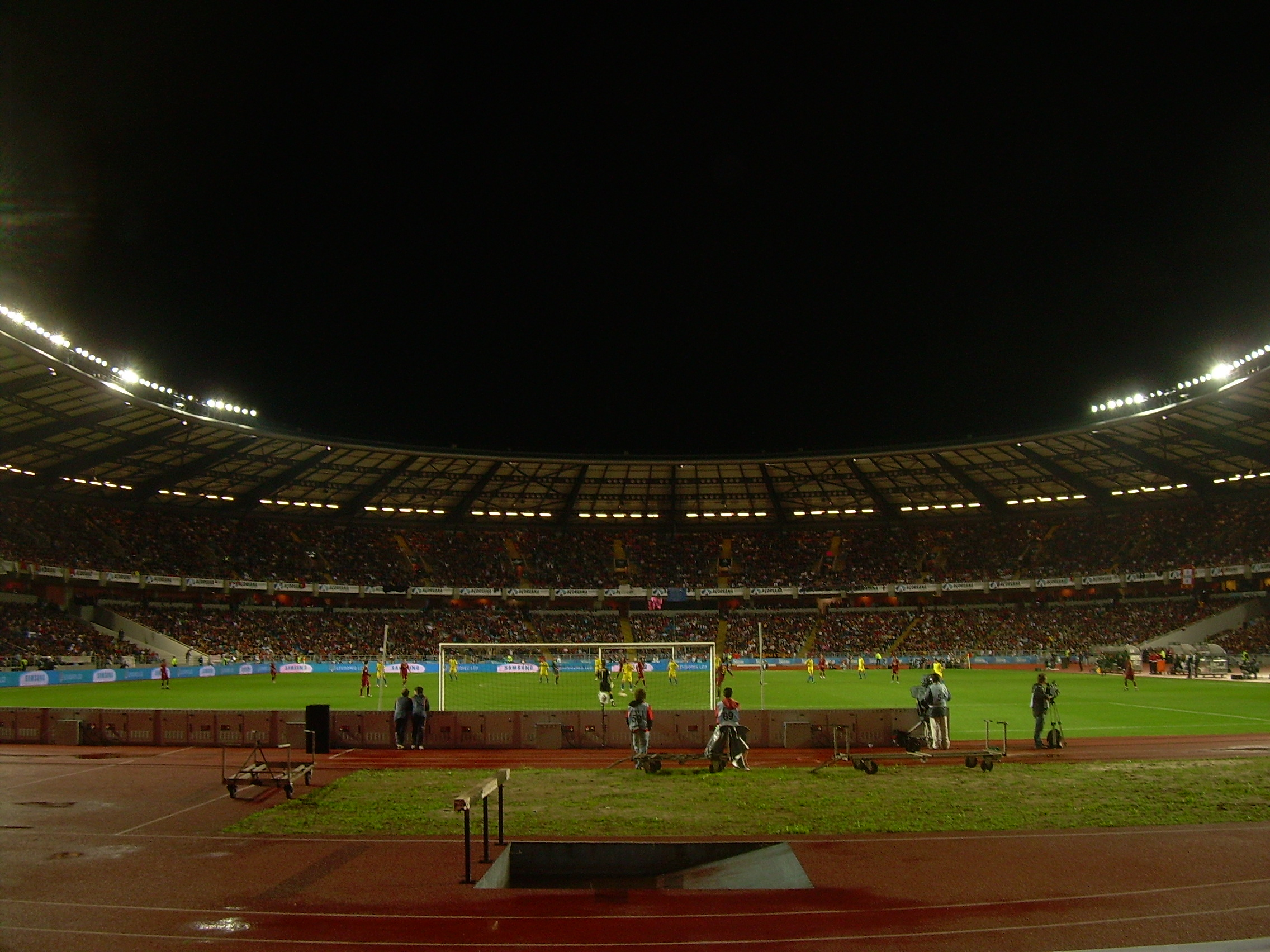
Заполненный стадион на игре Португалия — Казахстан
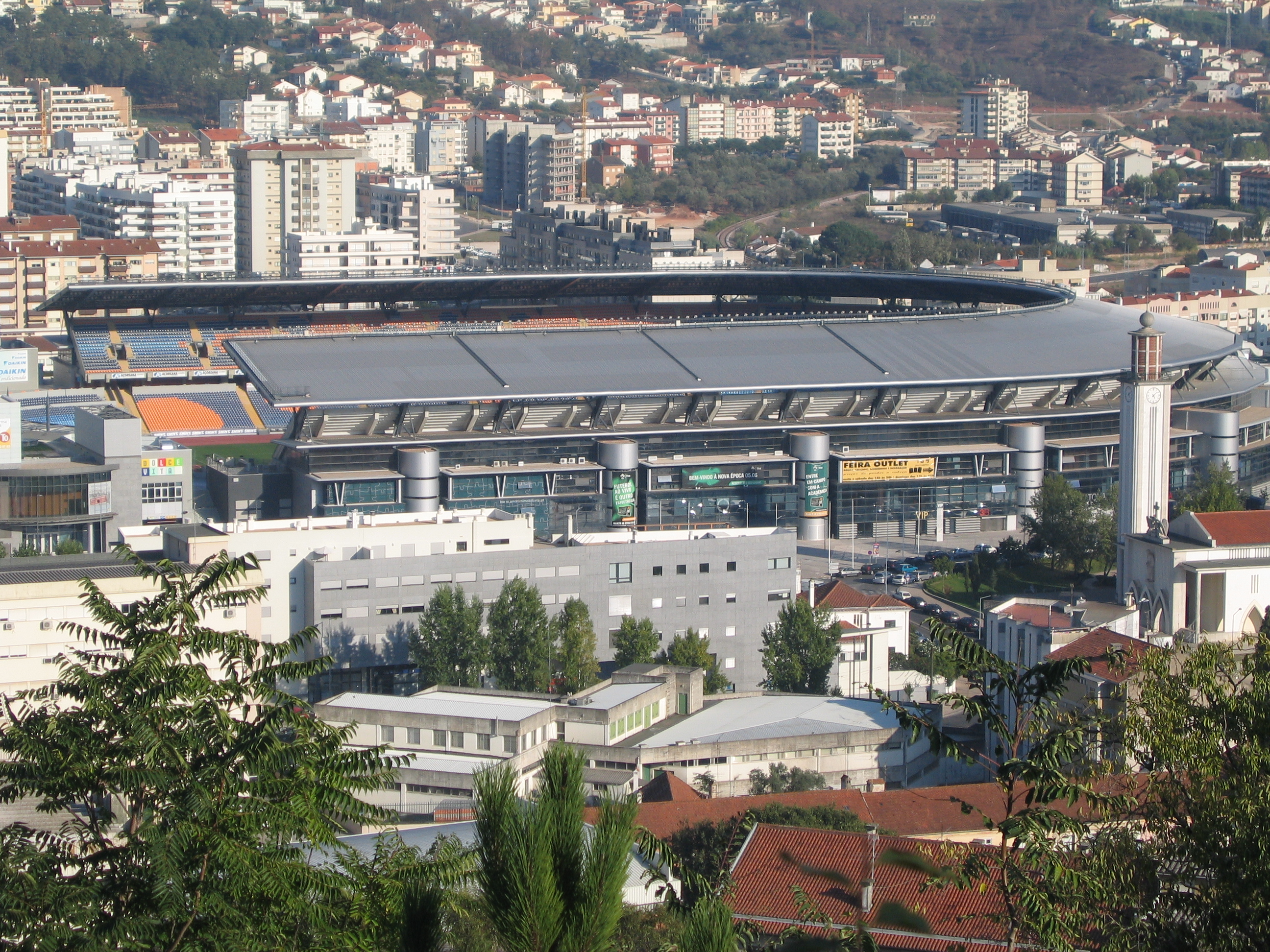
Вид на стадион сверху